# Балдуин V Иерусалимский
Балдуи́н V Иерусалимский (Балдуин де Монферрат) (1178—1186) — король Иерусалима с 1185 года. Сын принцессы Сибиллы, дочери короля Амори I, и её первого мужа Гильельмо де Монферрата по прозвищу Длинный Меч. Был коронован в пятилетнем возрасте 20 ноября 1183 года как соправитель своего дяди Балдуина IV, после смерти которого стал номинальным королём Иерусалима под регентством Раймунда III, графа Триполи.

## Происхождение
По отцовской линии Балдуин происходил из рода Алерамичей — династии, правившей в маркграфстве Монферрато. Её представители с середины XII века принимали активное участие в крестовых походах и играли значимую роль в политической жизни Иерусалимского королевства. Дед Балдуина, маркграф Вильгельм (Гульельмо) V Старый участвовал во Втором крестовом походе. Он был женат на Ютте (Юдит), дочери австрийского маркграфа Леопольда III; она приходилась единоутробной сестрой германскому королю Конраду III. В результате этого брака дети Вильгельма приходились близкими родственниками императору Фридриху I Барбароссе.
В Иерусалимском королевстве с 1131 года правили представители Анжуйской династии. Мать Балдуина, Сибилла, была одной из двух дочерей короля Иерусалима Амори I и Агнессы де Куртене, дочери графа Эдессы Жослена II. Её братом был король Балдуин IV, страдавший проказой. В результате всё правление больного короля, особенно его конец, прошло в борьбе между представителями разных семейных кланов за регентство в королевстве. Поскольку Сибилла, как старшая из двух сестёр не имевшего детей Балдуина IV, была его наследницей, было много претендентов на её руку. В итоге в октябре 1176 года король выдал её замуж за старшего сына Вильгельма Старого, Вильгельма, имевшего прозвище «Длинный Меч». Брак, вероятно, был устроен по предложению короля Франции Людовика VI. Но уже в июне 1177 года Вильгельм умер от малярии. Сибилла в это время ждала ребёнка — будущего короля Балдуина V, который родился уже после смерти отца.

## Балдуин и политические группировки
Балдуин родился спустя несколько месяцев после смерти отца Гийома де Монферрата в сложное для Иерусалимского королевства время. Балдуин IV медленно умирал от проказы. Он мог скончаться в любой момент, и потому придворное дворянство раскололось на две партии, разделив симпатии между будущими преемницами короля — его сестрами Сибиллой и Изабеллой.
Граф Триполи Раймунд III, двоюродный брат их отца Амори I, был регентом при Балдуине IV, пока тот был ребёнком, но был вынужден уйти в тень, когда король в 1176 году достиг совершеннолетия. Раймунд III имел основания претендовать на трон, но этому мешала его бездетность. В итоге граф стал проталкивать интересы рода д’Ибелин. Вдова Амори I (мать Изабеллы) Мария Комнина вышла замуж за Балиана де Ибелина, и Раймунд попытался восстановить паритет в придворной борьбе, выдав Сибиллу за старшего брата Балиана Балдуина Ибелина. Однако король воспротивился этому, выдав сестру в 1180 году за Ги де Лузиньяна. Ги как вассал анжуйцев мог быть полезен Иерусалиму, имея тесные связи с королём Англии Генрихом II.
Другая фракция проталкивала к трону Изабеллу, в неё входили её дядя по материнской линии Жослен III Эдесский и мать Агнес де Куртенэ (в это время уже жена Реджинальда Сидонского). Они привлекли на свою сторону Рено де Шатийона — вдовца двоюродной сестры Амори I Констанции Антиохийской. Амори де Лузиньян, зять Балдуина Ибелина, находился под покровительством Агнес и короля и способствовал карьерному росту своего младшего брата Ги. Патриарха Иерусалима Ираклия также иногда относят к этой фракции, однако на самом деле он искренне стремился примирить две придворные группировки.

## Соправитель
Когда Балдуин IV стал недееспособным из-за болезни, Ги де Лузиньян был назначен бальи королевства. Наряду с Рено де Шатийоном он стал провоцировать Салах ад-Дина, султана Египта и Сирии, совершая нападения на мусульманские караваны. В 1183 году египтяне вторглись в земли крестоносцев, но Ги не решился вступить в битву и с позором отступил.
Тогда Балдуин IV отстранил Ги и вновь взял власть в свои руки, однако он был уже слеп и прикован к постели. В течение следующих нескольких месяцев он безуспешно пытался найти способ аннулировать брак Сибиллы и Ги. На заседание Высокого Совета был приглашен Раймунд III, и Совет решил выбрать королю преемника. Его законным наследником была его сестра Сибилла, но Совет провозгласил будущим королём её сына Балдуина. Коронация 5-летнего Балдуина V как соправителя короля состоялась 20 ноября 1183 года в Храме Гроба Господня. Ребёнка нёс на плечах Балиан де Ибелин, тем самым демонстрируя собравшимся, что он и его семья поддерживают будущего короля.
Для получения помощи в преодолении кризиса была отправлена миссия на запад: в 1184 году патриарх Ираклий вместе с Роже де Муленом, магистром госпитальеров, и Арно де Торожем, магистром тамплиеров, отплыли в Европу. Ираклий встретился с Филиппом II Французским и Генрихом II Английским. Последний даже обещал выступить в крестовый поход, но так этого и не сделал. На призывы о помощи откликнулся лишь дед Балдуина V Вильгельм Старый. В 1184 году он прибыл в Палестину.

## Единоличный правитель

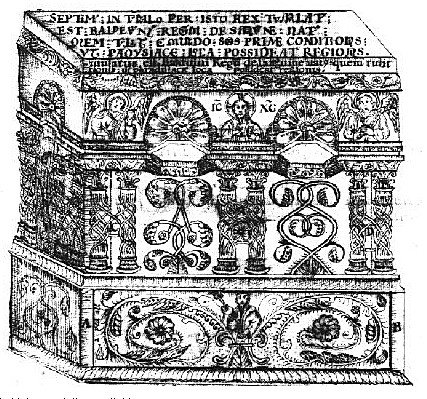
Гробница Балдуина V в Храме Гроба Господня.

16 марта 1185 года Балдуин IV умер. Балдуин V был слишком мал, чтобы править самостоятельно, и регентом стал, как было оговорено ещё при жизни Балдуина IV, граф Триполи Раймунд III. Граф Эдессы Жослен III стал личным телохранителем юного короля.
Правление Балдуина длилось чуть больше года. Летом 1186 года он умер в Акре. Его дед Вильгельм Старый и Жослен III сопровождали тело юного короля в Иерусалим. Балдуин V был похоронен в Храме Гроба Господня, в искусно украшенной гробнице, которая в начале XIX века была разрушена.

## Последствия смерти Балдуина
После смерти Балдуина V корона Иерусалима должна была перейти к одной из дочерей Амори I — матери умершего короля Сибилле или его тете Изабелле. Решение должен был принять совет, в состав которого входили родственники умершего короля, короли Англии и Франции, император Священной Римской империи и папа римский. А пока королевством продолжал управлять граф Триполи Раймунд III.
Раймунд III не присутствовал на похоронах. Вместо этого он созвал в Наблусе свой собственный совет, состоящий из преданных ему дворян и членов семьи Ибелин. Граф предпочитал видеть на троне Изабеллу, приемную дочь Балиана де Ибелина, и потому начал интриговать против Сибиллы.
Тем временем было решено, что Сибилла сможет занять трон только в том случае, если разведется с Ги де Лузиньяном. Выбор другого мужа был оставлен на её усмотрение. Тем не менее, их брак не был аннулирован. Когда во время коронации патриарх Иерусалима спросил, кого она выбирает себе в супруги, Сибилла указала на Ги де Лузиньяна, и в результате он был коронован. Раймунд III предпринял попытку изменить решение совета в пользу Изабеллы и её супруга Онфруа IV, правителя Торона. Однако Онфруа IV, будучи приемным сыном Рено де Шатийона, союзника Ги де Лузиньяна, отказался претендовать на трон и принес клятву верности Сибилле и Ги. Раймунду не оставалось ничего другого, кроме как вернуться в свои владения в Триполи. Балиан де Ибелин также по собственной воле покинул Иерусалимское королевство.
Правление Сибиллы и Ги де Лузиньяна было катастрофическим, и королевство было почти полностью захвачено Салах ад-Дином после битвы при Хаттине в 1187 году. Дядя Балдуина V по отцу Конрад Монферратский удержал под своей властью Тир и предъявил претензии на трон Иерусалима, женившись на Изабелле.

## Образ в искусстве
Балдуин появляется как второстепенный персонаж в нескольких романах, в частности, романах «Król trędowaty» (Прокаженный король) польской писательницы Зофьи Коссак-Щуцкой, Грэма Шелби «The Knights of Dark Renown» (Рыцари темной славы) и Сесилии Холланд «Jerusalem» (Иерусалим).
Он фигурирует в режиссёрской версии фильма «Царство небесное» (режиссёр Ридли Скотт), однако из экранной версии этот образ был вырезан. В фильме юный Балдуин страдает проказой, как и его дядя Балдуин IV. Смерть Балдуина в фильме происходит от рук матери, стремившейся облегчить его страдания. Ни версия болезни юного короля, ни версия его отравления не находят реальных доказательств.